# 戦国関東三国志
『戦国関東三国志』（せんごくかんとうさんごくし）は、1991年6月28日にインテックが発売したPCエンジンCD-ROM²用歴史シミュレーションゲーム。

## 概要
1人プレイ専用となっており、武田信玄・上杉謙信・北条氏康の3人の大名（ゲーム中では「領主」と呼ばれる）から1人を選び領土を広げていき関東・甲信越・北陸地方の平定を目的とする第1部と、西日本を制覇した織田信長と関ヶ原で対決する第2部の2部構成となっており、信長軍を倒せばゲームクリアとなる。
なお3大名の他、今川義元・里見義堯・上杉憲政などの大名家が存在するがプレイヤーとして選択することはできない。
またCD-ROMのゲームであることからオープニングでのナレーションによる大名紹介や、第2部開始時に信長が喋るなど随所にCD-ROMを活かした演出がなされている。

## ゲーム内容

### 第1部
1560年1月からゲームを開始。光栄『信長の野望シリーズ』（1983年 - ）同様の領国経営型シミュレーションとなっており、「内政で国力を高め→得た資金で軍備を増強し他国へ侵攻→再び内政」という流れでゲームを進めて行く。
マップは城単位で構成され、移動・輸送・合戦は街道を介して隣接した城同士で行われる。統治下の城数に応じてコマンド回数（ゲーム中では「軍令数○」と表記）が増減するシステムを採用。軍令数の範囲内であれば、どこの城に何回でもコマンドを出すことができる。このシステムはナムコから発売されたファミリーコンピュータ用ソフト『三国志 中原の覇者』（1988年）と同じものである。
戦場マップは6角形のマス目を敷き詰めたHEXタイプのものとなっており、高低の概念が存在、高地にいる部隊がより有利となる。守備側の総大将が城HEXにいる場合、任意の状況で篭城戦に移ることが出来る。篭城戦に移行した場合、攻撃側は兵糧攻めや力攻めで城を落とせば勝利となる。
全ての城を統治下におけば第1部クリアとなり、関東管領職に就任するデモ画面が流れ、そのまま第2部へと移行する。

### 第2部
内政・外交の要素は無く合戦のみのシナリオとなっている。「関ヶ原」「琵琶湖」「京周辺」「大坂平野」と4つの戦場マップを連戦で戦い抜き（途中でセーブすることは出来ない）、最終マップに登場する織田信長を討てばゲームクリアとなる。また、信長が西日本を制覇したという設定であるため、羽柴秀吉・柴田勝家などの織田家家臣の他、大友宗麟、毛利輝元、鍋島直茂などが織田方の武将として登場する。
合戦のシステムは概ね1部と同じ仕様となっているが城のHEX及び篭城戦の概念は存在しない。1部でプレイヤーが配下にした武将及び領主から任意の者を7名選択し総大将を決定し出陣（領主が出陣した場合、領主が総大将になる）、敵総大将を全滅させれば勝利となり、次のマップへと進める。この時自軍の出陣武将と残存兵士数はそのまま次のマップへと持ち越され、新たに兵士を補充することは出来ない。
逆に自軍の総大将が敗れると、総大将を含めた7名全員が討死扱いとなり、新たに7人の出陣武将を選び、敗れたマップから再戦となる。

## 登場人物
上杉謙信
声 - 内海賢二
北条氏康
声 - 辻親八
武田信玄
声 - 中田和宏
織田信長
声 - 水内清光
鎌倉公方
声 - 平拳兒
語り
声 - 藤原啓治、定塚清、一声ブラザーズ

## スタッフ
- ディレクター：長井筆公司
- プランナー：藤平金蔵
- ゲーム・デザイン：麻々凪博、戸高博之、広岡弥
- メイン・プログラマー：白鳥修、佐藤満
- サブ・プログラマー：松井顕一、11時の男、なゆ
- グラフィック・デザイン：戸高博之、うっかり伝七、ZUNKO、スパーキー魔神、小人 神・王
- 音楽：林家権タロー、芸春人、徳ベエ、メタルまんきち
- SE：林家権タロー、芸春人、徳ベエ、メタルまんきち
- 台本修正：水野征樹
- データ編集：なあちゃん、戸高博之、ゲルニカ八平衛
- ユーティリティ：（株）ISL、（株）HIG
- 検査：宮腰光成
- アシスタント：勇者みつなり
- アドバイザー：佐伯秀彦、伊藤成人、五艘豊、竹橋厳、インテック マッチ、田島春（印度人）、O.D.S
- 制作協力：株式会社学習研究社 「歴史群像シリーズ」、賢プロダクション
- プロジェクト・リーダー：定塚清
- 製作総指揮：佐山勝治

## 評価
ゲーム誌『ファミコン通信』の「クロスレビュー」では合計で24点（満40点）、『月刊PCエンジン』では80・85・80・85・70の平均80点（満100点）、『PC Engine FAN』の読者投票による「ゲーム通信簿」での評価は以下の通りとなっており、21.12点（満30点）となっている。また、この得点はPCエンジン全ソフトの中で243位（485本中、1993年時点）となっている。同雑誌1993年10月号特別付録の「PCエンジンオールカタログ'93」では、「アニメーションが多用されていて、特に武将ごとにあるオープニングが見もの」と紹介されている。
| 項目 | キャラクタ | 音楽 | 操作性 | 熱中度 | お買得度 | オリジナリティ | 総合  |
| 得点 | 3.61       | 3.76 | 3.39   | 3.52   | 3.36     | 3.48           | 21.12 |